# The Pursuit of Happiness
The Pursuit of Happiness (conhecida pela sigla TPOH) é uma banda de pop rock/power pop de Toronto, Canadá, cujo principal integrante é o cantor, guitarrista e compositor, Moe Berg. No período em que assinaram com a Chrysalis Records e lançaram seus dois primeiros álbuns, Love Junk (1988) e One Sided Story (1990), ambos produzidos por Todd Rundgren, a banda também era formada pela guitarrista  Kris Abbott, pelo baterista Dave Gilby, por Johnny Sinclair (baixo) e por Leslie Stanwyck (backing vocals); ambos respectivamente substituídos por Brad Barker e Susan Murumets. Sua música mais conhecida é "I'm An Adult Now", que atingiu a posição #6 na Alternative Songs e #22 na Mainstream Rock Songs da Billboard entre dezembro de 1988 e janeiro de 1989.  Em maio de 1997, outra música de seu primeiro disco, "She's So Young", é lançada pela Rhino Records dos Estados Unidos na coletânea Poptopia! Power Pop Classics, no volume dedicado à década de 1980.

## História

### 1985-1990: Início. Chrysalis Records,Love JunkeOne Sided Story
Vindo de Alberta, Moe Berg aprendeu a tocar guitarra imitando alguns dos seus ídolos como Jeff Beck, Eddie Van Halen, Jimi Hendrix e Johnny Winter. Suas primeiras bandas foram Modern Minds, Ramage & The Belts e Troc '59, até que ele deixou Edmonton e foi para Toronto, em 1985, onde tentou fazer um show solo e acústico em qualquer lugar onde o deixassem tocar. O baterista David Gilby, que tinha tocado com Berg em Edmonton, se juntou a ele para encontrarem o baixista Johnny Sinclair, um nativo de Saskatoon, que também tentava tocar em Toronto. As gêmeas Tam Amabile e Tasha Amabile (ambas vocalistas que deixaram a banda em 1988, antes de seu primeiro disco), responderam a um anúncio, e a primeira encarnação do TPOH nasceu. Eles lenta e seguramente fizeram um nome para si no circuito de shows de Toronto, onde a canção "I'm An Adult Now" tinha evoluído e estava emergindo como uma favorita na multidão. Eles juntaram dinheiro suficiente para algumas demos e lançaram, por conta própria, um single 12" desta música, em 1986.
Berg era amigo de um aspirante a diretor de cinema, Nelu Ghiran. Juntos, eles fizeram um videoclipe de baixo orçamento para "I'm An Adult Now". O vídeo foi, definitivamente, devorado pelo MuchMusic e em pouco tempo todas as cópias do single indie foram vendidas em compromissos ao vivo da banda. A MTV, no entanto, proibiu o vídeo por causa de suas referências a sexo, drogas e bebidas alcoólicas. Ainda assim, eles conseguiram um contrato de gestão com a Swell Entertainment's, de Jeff Rogers. Enquanto isso, a WEA do Canadá prensou o single e o distribuiu de costa a costa. Em 1987 eles receberam indicações no Juno Awards por grupo mais promissor e melhor vídeo, embora não ganhassem em nenhuma das duas. Também lançam, no mesmo ano, um EP 12" com "I'm An Adult Now", "Killed By Love", "She's So Young" e "Ten Fingers".
Um segundo single independente, em formato 7" e 12", "Killed By Love", foi lançado na primavera de 1988, pouco antes das gêmeas Amabile deixarem a banda para formar o Femme Fatale. Elas foram substituídas por outras duas mulheres, Kris Abbott e Leslie Stanwyck, pouco antes de a banda assinar um acordo com a Chrysalis Records e serem enviados ao estúdio de Todd Rundgren, no Estado de Nova Iorque. Rundgren estava familiarizado com a banda, pois vira-os tocar ao vivo em mais de uma ocasião. O resultado final foi seu primeiro LP, Love Junk (com as iniciais TPOH em sua capa), lançado antes do final do ano. Junto com versões totalmente regravadas por Todd dos primeiros dois singles da banda, "I'm An Adult Now" e "Killed By Love", o álbum também continha os novos singles: "She's So Young" (catalogado como 45016), que alcançou a posição #20 nas paradas do Canadá, e "Beautiful White" (catalogado como 45018), que alcançou a posição #49, além de "Hard To Laugh" (catalogado como 45015).
A versão regravada por Todd de "I'm An Adult Now", lançada em single (catalogado como VS4 43316), teve um novo vídeo, executado na MTV dos EUA, que os ajudou construir público e alcançou #2 nas paradas por várias semanas (incapaz de derrubar o R.E.M.) e recebendo airplay em muitas estações de rádio, especialmente em grandes cidades como Los Angeles, Boston e Chicago. O álbum foi disco de platina, depois de vender 100.000 unidades, e eles excursionaram pelo Canadá, EUA e Europa; abrindo para Duran Duran, The Replacements e Eurythmics. Também estavam recebendo a sua quota de imprensa (Rolling Stone, People, Spin). A canção "I'm An Adult Now" atingiu posição #22 na Mainstream Rock Songs (em 10 de dezembro de 1988) e #6 na Alternative Songs (em 21 de janeiro de 1989) da Billboard.
Eles voltaram para o estúdio com Rundgren para o seu segundo álbum, One Sided Story (1990). Uma vez que a gravação foi concluída, Stanwyck e Sinclair foram respectivamente substituídos pelo nativo de Halifax, Brad Barker, no baixo, e por Susan Murumets nos backing vocals. Embora não tenha feito jus às expectativas da banda ou do selo, o álbum ainda foi disco de ouro no Canadá com os singles "Two Girls In One", que alcançou a posição #30, e "New Language", que alcançou a posição #42. Mais turnês seguiram-se em todo o Canadá, juntamente com empreendimentos nos EUA; porém, problemas com a Chrysalis Records forçaram a banda a fazer uma pausa indesejável na virada para a década de 1990.

### 1991-1999: Mercury Records,The Downward Road/ Iron Music,Where's The BoneeThe Wonderful World...
Eles assinam contrato com a Mercury Records em 1992 e com um novo produtor, Ed Stasium, passam mais de três meses em Los Angeles, gravando o terceiro disco, The Downward Road, de 1993. Como uma jogada de marketing, a capa do disco tinha a mesma obra de arte simples, mas foi enviada com quatro fundos coloridos diferentes. O tempo mostrou uma maturidade na composição. "Cigarette Dangles", cujo vídeo apareceu no programa Beavis and Butt-Head, e "Pressing Lips" foram as canções lançadas como singles. Rachel Oldfield também foi adicionada para fazer backing vocals e excursionou com a banda no próximo par de anos, deixando-os em 1995. Desencantada, a banda foi retirada do catálogo da Mercury. Se reagruparam para lançar pela gravadora independente de Toronto, Iron Music, o seu quarto álbum, Where's The Bone (1995), que viu Berg assumir os principais deveres na produção, com a ajuda de Aubrey Winfield. Jennifer Foster tomara o lugar de Oldfield, e quatro singles foram lançados: "Young And In Love", "Gretzky Rocks", "Kalendar" e "I Should Know"; este último alcançando a posição #42. The Wonderful World of the Pursuit of Happiness, o quinto álbum da banda, sai em 1997 pela mesma Iron Music de Where's The Bone. Novamente Berg assume o controle da produção, junto com Winfield. Foster agora é substituída por Renee Suchy. Os únicos singles lançados foram "She's The Devil" e "Carmalina". Embora o grupo nunca tenha oficialmente se dissolvido, com Moe Berg como o membro principal do TPOH, todos os integrantes passaram a fazer outros projetos, incluindo um disco solo de Berg, chamado Summer's Over (1997). Em maio do mesmo ano, outra música de seu primeiro disco, "She's So Young", é lançada pela Rhino Records dos Estados Unidos na coletânea Poptopia! Power Pop Classics, no volume dedicado à década de 1980.

### 2000-2005: CompilaçõesSex & Food(EUA) eWhen We Ruled(Canadá)
Em 2000 a Razor & Tie dos Estados Unidos lançou uma compilação dos seus maiores sucessos, Sex & Food: The Best of the Pursuit of Happiness, com músicas dos três primeiros discos, bem como "Let My People Go" (um b-side do álbum Love Junk), quatro novas gravações de estúdio e versões ao vivo de "Food" e da inédita "Edmonton Block Heater". No outono de 2005, a banda ressurgiu novamente quando a EMI do Canadá liberou When We Ruled: The Best of the Pursuit of Happiness, outra compilação. Ao contrário de Sex & Food: The Best of the Pursuit of Happiness, esta contém faixas de todos os cinco discos de estúdio, bem como as duas versões de "I'm An Adult Now", a nova "Hey Mary Anne" e uma cover de "When Doves Cry", do Prince.

## Discografia

### Álbuns
- Love Junk (1988) - Chrysalis Records (posição #93 na Billboard 200, em 11 de fevereiro de 1989)[17]
- One Sided Story (1990) - Chrysalis Records
- The Downward Road (1993) - Mercury Records
- Where's The Bone (1995) - Iron Music
- The Wonderful World of the Pursuit of Happiness (1997) - Iron Music

Informações de acordo com o Discogs.

### EP
- EP 12", A: "I'm An Adult Now", "Killed By Love" / B: "She's So Young", "Ten Fingers" - Modern Minds Music-Capac (SBK 5), Canadá (1987)[10]

### Singles
- 12", A: "I'm An Adult Now" / B: "She's So Young" - edição independente (TPOH 009), Canadá (1986)[8]
- 12", A: "I'm An Adult Now" / B: "She's So Young" - WEA (25 83870), Canadá (setembro de 1986)[9]
- 7" e 12", A: "Killed By Love" / B: "Ten Fingers" - Swell (SLXD-001), Canadá (1988)[11]
- 7", A: "I'm An Adult Now" / B: "Ten Fingers" - Chrysalis Records (VS4 43316), EUA (1988)[18][15]
- 7", A: "She's So Young" / B: "Let My People Go" - Chrysalis Records (45016), Canadá (1988)[12]
- 7", A: "Beautiful White" / B: "Killed By Love" - Chrysalis Records (45018), Canadá (1988)[13]
- 7", A: "Hard To Laugh" / B: "Walking In The Woods" - Chrysalis Records (45015), Canadá (1988)[14]
- "Two Girls In One" (do álbum One Sided Story, 1990)[4]
- "New Language" (do álbum One Sided Story, 1990)[4]
- "Cigarette Dangles" (do álbum The Downward Road, 1993)[4]
- "Pressing Lips" (do álbum The Downward Road, 1993)[4]
- "Young And In Love" (do álbum Where's The Bone, 1995)[4]
- "Gretzky Rocks" (do álbum Where's The Bone, 1995)[4]
- "Kalendar" (do álbum Where's The Bone, 1995)[4]
- "I Should Know" (do álbum Where's The Bone, 1995)[4]
- "She's The Devil" (do álbum The Wonderful World of the Pursuit of Happiness, 1997)[4]
- "Carmalina" (do álbum The Wonderful World of the Pursuit of Happiness, 1997)[4]

Relação de todos os singles lançados pela banda, WEA e Chrysalis Records, no Canadá e EUA, entre 1986 a 1988, está de acordo com os sites 45cat e Discogs.

### Compilações
- Sex & Food: The Best of the Pursuit of Happiness (2000) - Razor & Tie (EUA)
- When We Ruled: The Best of the Pursuit of Happiness (2005) - EMI Music Canada

Informações de acordo com o Discogs.

### Músicas em coletâneas de power pop
- Poptopia! Power Pop Classics of The '80s (1997) - Rhino Records (música "She's So Young")[7]